# Djedkara Shemai
Djedkara Shemai, alternativ stavning Djedkare Shemai var en farao i Egyptens åttonde dynasti under första mellantiden. Han nämns endast i Abydoslistan  och inga byggnadsverk eller andra fynd har upptäckts.